# Vidice (okres Kutná Hora)
Vidice (německy Widitz) jsou obec v okrese Kutná Hora ve Středočeském kraji. Nachází se asi deset kilometrů jihozápadně od Kutné Hory Žije v ní 276 obyvatel. Součástí obce jsou i vesnice Karlov t. Doubrava, Nová Lhota, Roztěž a Tuchotice a zaniklá ves Stará Lhota. Při severovýchodním okraji obce pramení Vidický potok, který je levostranným přítokem říčky Vrchlice.

## Historie
První písemná zmínka o obci pochází z roku 1303. Ještě před první světovou válkou žilo na tomto území 810 obyvatel, v současné době zde žije přes 200 obyvatel. Roku 1950 byla k obci Vidice připojena obec Tuchotice.
Ve vsi Vidice (213 obyvatel) byly v roce 1932 evidovány tyto živnosti a obchody: družstvo pro rozvod elektrické energie ve Vidicích, hostinec, 2 kováři, krejčí, pojišťovací jednatelství, 14 rolníků, obchod se smíšeným zbožím, tesařský mistr, trafika, truhlář
V obci Roztěž (přísl. Nová Lhota, Stará Lhota, 323 obyvatel, samostatná obec se později stala součástí Vidic) byly v roce 1932 evidovány tyto živnosti a obchody: 3 hostince, 3 mlýny, 3 trafiky, velkostatek Salm, zahradnictví
Ve vsi Tuchotice (přísl. Karlov též Doubrava, 270 obyvatel, samostatná ves se později stala součástí Vidic) byly v roce 1932 evidovány tyto živnosti a obchody: 2 družstva pro rozvod elektrické energie, 2 hostince, kovář, obuvník, obchod se smíšeným zbožím, spořitelní a záložní spolek pro Tuchotice a Vidice, trafika

## Obyvatelstvo
| Rok            | 1869 | 1880 | 1890 | 1900 | 1910 | 1921 | 1930 | 1950 | 1961 | 1970 | 1980 | 1991 | 2001 | 2011 | 2021 |
| -------------- | ---- | ---- | ---- | ---- | ---- | ---- | ---- | ---- | ---- | ---- | ---- | ---- | ---- | ---- | ---- |
| Počet obyvatel | 926  | 902  | 867  | 844  | 798  | 806  | 748  | 546  | 477  | 367  | 313  | 255  | 214  | 234  | 268  |
| Počet domů     | 135  | 143  | 144  | 148  | 148  | 150  | 160  | 154  | 138  | 120  | 96   | 119  | 143  | 146  | 151  |

## Obecní správa

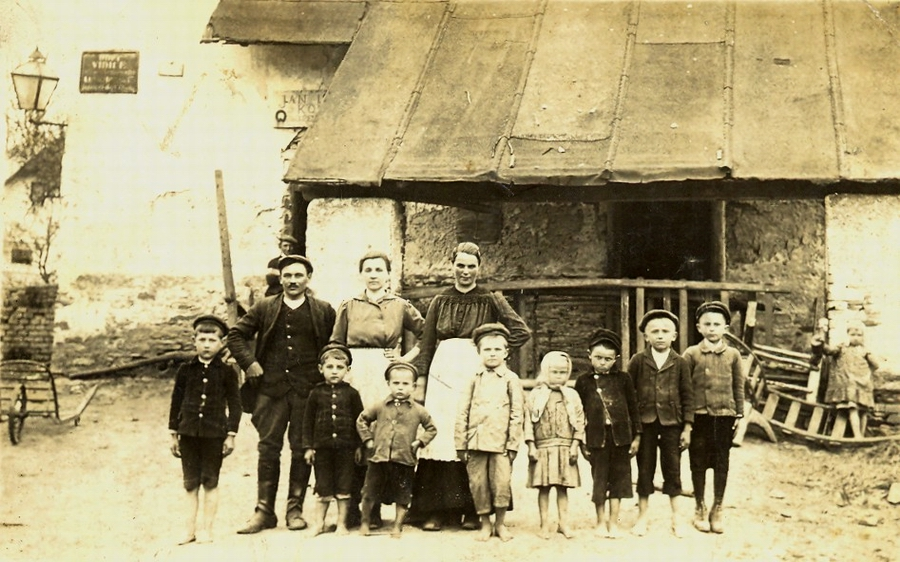
Obecní kovárna ve Vidicích (1919), dnes již zbořená

### Územněsprávní začlenění
Dějiny územněsprávního začleňování zahrnují období od roku 1850 do současnosti. V chronologickém přehledu je uvedena územně administrativní příslušnost obce v roce, kdy ke změně došlo:
- 1850 země česká, kraj Pardubice, politický i soudní okres Kutná Hora[10]
- 1855 země česká, kraj Čáslav, soudní okres Kutná Hora
- 1868 země česká, politický i soudní okres Kutná Hora
- 1939 země česká, Oberlandrat Kolín, politický i soudní okres Kutná Hora[11]
- 1942 země česká, Oberlandrat Praha, politický i soudní okres Kutná Hora[12]
- 1945 země česká, správní i soudní okres Kutná Hora[13]
- 1949 Pražský kraj, okres Kutná Hora[14]
- 1960 Středočeský kraj, okres Kutná Hora
- 2003 Středočeský kraj, obec s rozšířenou působností Kutná Hora

### Obecní symboly
Znak a vlajka byly obci uděleny rozhodnutím předsedy Poslanecké sněmovny Parlamentu České republiky dne 21. dubna 2020.

## Doprava
Dopravní síť
- Pozemní komunikace – Do obce vede silnice III. třídy. Ve vzdálenosti 2,5 kilometru lze najet na silnici II/337 Uhlířské Janovice – Čáslav – Seč – Skuteč.
- Železnice – Železniční trať ani stanice na území obce nejsou.

Veřejná doprava 2011
- Autobusová doprava – V obci měly zastávky příměstské autobusové linky Kutná Hora-Vidice-Čestín-Uhlířské Janovice-Petrovice II, Losiny (v pracovní dny 4 spoje) a Kutná Hora-Sázava (v pracovní dny 4 spoje) (dopravce Veolia Transport Východní Čechy). O víkendu byla obec bez dopravní obsluhy.

## Pamětihodnosti
- Kostel svatého Mikuláše
- Usedlost čp. 9

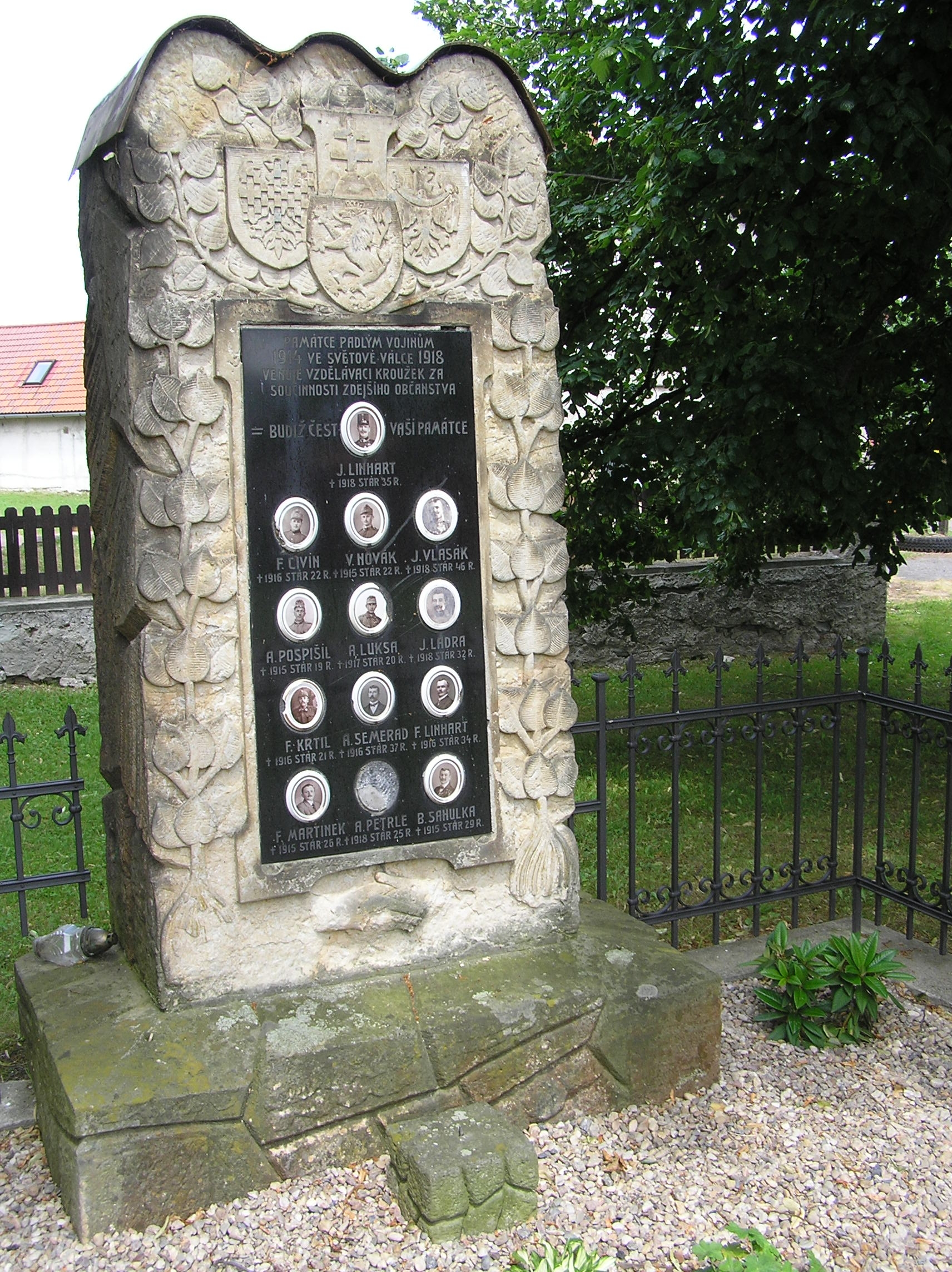
Pomník padlým v první světové válce

- Památník občanů Vidic padlých v první světové válce